# Abdul-Vahed Niyázov
Abdul-Vahed Validovich Niyázov (en ruso: Абдул-Вахед Валидович Ниязов) es el presidente del ala pública del Consejo de Muftíes de Rusia (CMR) y el presidente del Centro Cultural Islámico de Rusia.

## Biografía
A.V. Niyázov nació el 23 de abril de 1969.
Terminó su primera carrera en la facultad de gestión pública en la Universidad Estatal de las ciencias humanitarias de Rusia, y la segunda, en la Academia de Administración Pública de Rusia adjunta al Presidente de la Federación Rusa.
Desde abril de 1991 hasta hoy es el presidente del Centro Cultural Islámico de Rusia (el ala pública del Consejo de Muftíes de Rusia).
Desde febrero de 1994 es el vicepresidente del comité ejecutivo del Centro coordinativo Superior de las Direcciones espirituales de musulmanes de Rusia (CCS DEMR).
Desde mayo de 1995 es el copresidente de la Unión de musulmanes de Rusia (UMR).
En otoño de 1998 fue elegido de presidente del Consejo de Movimiento social político panruso “Refakh” (Prosperidad).
El 19 de diciembre de 1999 fue elegido de deputado de Duma del Estado de la tercera convocación, formando parte del bloque electoral “Movimiento interregional “Unidad” (“Oso”)”. Trabajó de vicepresidente del Comité de Duma del Estado de reglamento y organización del trabajo de Duma del Estado.
Desde mayo de 2001 es el presidente del Consejo político del “Partido eurasiático, Unión de los patriotas de Rusia”.
Desde agosto de 2005 es el vicepresidente de la Unión musulmana europea.
Desde septiembre de 2005 es el copresidente, y después el miembro del Consejo Federal Político del partido político “Patriotas de Rusia”.
Desde abril de 2006 es el vicepresidente de Festival Internacional del cine musulmán “Minbar de oro”.
En 2007 el Centro cultural Islámico de Rusia, dirigido por Sr. Niyazov, obtuvo el estatuto del Ala pública del Consejo de muftíes de Rusia.
Niyazov A.V. fue condecorado con medallas “Por servicio militar distinguido” de 2.ª clase, y “Por la construcción de ferrocarril Baikal-Amur”.
Está casado y tiene dos hijos.

## Actividades en el marco del CCIR
Un gran trabajo de colaboración con los órganos del poder, organizaciones cívicas y medios de comunicación fue realizado bajo la dirección de Niyazov A.V. Gracias al CCIR los Días de cultura musulmana en Rusia llegaron a ser tradicionales, fueron lanzados los primeros programas musulmanes en la televisión rusa, tales como “Todas las azoras del Corán” y “Mil y un día. Enciclopedia del Islam”.
En los años 1990 el CCIR estaba promoviendo la creación del sistema de Hajj en Rusia, junto con la construcción de más de setenta mezquitas en diferentes regiones del país. Niyazov A.V. tomaba parte en la formación de infraestructura educativa, promovía la unificación de la clerecía musulmana en el CMR, y bajo su dirección espiritual está trabajando hasta ahora.
Participando en el desarrollo del diálogo y colaboración interconfesional e internacional, Niyazov consiguió asegurar el arreglo de relaciones constructivas entre las estructuras musulmanas y las principales confesiones de Rusia, sobre todo con la Iglesia Ortodoxa de Rusia. Bajo la dirección de Niyazov A.V el CCIR alcanzó instalar unas buenas relaciones con Vaticano, dalái lama y otros centros religiosos del mundo.
Durante los últimos 20 años Niyazov fue el iniciador de los encuentros interconfesionales, conferencias y mesas redondeas, participaba en programas de colaboración intercomunal, programas antiterroristas internacionales, programas de contraposición al extremismo, nacionalismo, a la tendencia creciente de islamofobia y xenofobia, fomentaba el arreglo de la situación en la República de Chechenia. En principios de los años 90 Niyazov, siendo presidente del CCIR, lanza una iniciativa del ingreso de Rusia en la Organización de la Conferencia Islámica (OCI), lo que según él es conveniente para nuestro país no sólo desde el punto de vista estratégico, sino también económico.
Dicha iniciativa obtuvo un fuerte apoyo de parte de los musulmanes del país y en 2005, gracias a la buena voluntad del Presidente de Rusia Vladímir Putin, nuestro país recibió el estatuto del observador en OCI. El CCIR siempre fue partidario de multiorientación de la política exterior de Rusia, de colaboración estable interestatal entre Rusia y tanto el Oriente, como el Occidente.
Siguiendo el mismo principio, una colaboración constructiva fue establecida con las mayores organizaciones musulmanas internacionales, tales como la Organización de la Conferencia Islámica, Liga Mundial Islámica, Organización Mundial del Llamamiento Islámico.
Niyazov A.V, junto con el Centro encabezado por él, mantiene los contactos oficiales constantes con las comunidades musulmanas en más de 20 países europeos y más de 40 países musulmanes. Durante los 19 años incompletos el CCIR organizó dos decenas de conferencias internacionales y foros, unas cuantas decenas de mesas redondas, simposios y otras actividades que obtuvieron una gran resonancia tanto en Rusia, como en el extranjero.
En el último año, bajo la dirección de Niyazov A.V., el CCIR tomó parte en los proyectos más importantes para umma rusa, tales como organización de la Conferencia Internacional “Rusia – Mudo Islámico. Colaboración en nombre de estabilidad” en septiembre de 2009; preparación del concepto de la cadena de televisión Islámica (iniciativa de su creación fue propuesta en 2009 por el presidente de Rusia Dmitri Medvédev); lanzamiento de gran proyecto de unificación de las estructuras espirituales centralizadas de musulmanes de Rusia, el proyecto que obtuvo la bendición de los tres líderes principales de los musulmanes rusos, que son: jefe del CMR, Ravil Gainutdín, jefe de la Dirección Espiritual Central de Musulmanes (DECM) Talgat Tadzhuddín y jefe del Centro de Coordinación de musulmanes del Cáucaso Norte (CCMCN), Ismaíl Berdíev.

## Opiniones de dirigentes musulmanes de Rusia acerca de las actividades de A.V. Niyázov
- Damir Guizatulin, primer vicepresidente del CMR.

El CCIR no es solamente una unidad pública del CMR, sino también la institución pública de los musulmanes rusos más antigua de Rusia. Desde hace casi dos decenas de años, de los cuales los últimos lleva el estatuto del Ala pública del CMR, este centro sucesivamente realiza grandes proyectos de consolidación de la comunidad musulmana de Rusia, y de difusión de verdadera idea del Islam en Rusia.
« El presidente de CCIR Abdul-Vahed Niyázov es uno de los hombres públicos más experimentados y eficaces de umma islámica de Rusia. Le agradecemos sus grandes esfuerzos en el campo de ilustración musulmana. En estos años el CMR con la ayuda de Niyazov A.V. efectuó decenas de actividades, aseguró unos contactos constructivos con los líderes del Islam mundial. Durante muchos años nuestro hermano promovía el proceso pacífico en el Cáucaso, el acercamiento de posiciones de los líderes musulmanes de Rusia, el desarrollo del diálogo internacional e interreligioso.
Estamos seguros de que los musulmanes rusos saben, quién de verdad está diligenciando en el camino de Dios por el bien de toda la umma y toda la sociedad rusa, y de que este proceso histórico largamente esperado se va a culminar en consolidación de toda la comunidad musulmana de Rusia, favoreciendo al desarrollo de toda nuestra sociedad y fortificación de nuestra Patria. »
- '''Ismaíl Berdíev, presidente del CCMCN, jefe de DEM de Karacháyevo-Cherkesia y la región de Stavropol.

« En cuanto a Abdul-Vahed Niyázov, he de recordar que el CCIR es la unidad estructural y el Ala pública del CMR. Y Niyazov es la persona, autorizada por el jefe del CMR Ravil Gainutdín a representar los intereses de CMR en las negociaciones con otras estructuras espirituales, organizaciones y hombres públicos.
En los años anteriores Abdul-Vahed Niyazov ejecutó un trabajo inmenso por el bien del Islam ruso. Toda la cantidad de actividades, decenas y centenas de conferencias, citas con los líderes religiosos, políticos, hombres públicos, fueron realizados gracias a su energía incansable, su arte de comprenderse con la gente, arreglar los contactos y reconciliar a los hermanos. »
- Mukaddás Bibarsov, presidente de DEM de la región de Sarátov, copresidente de CMR.

« Abdul-Vahed Niyazov es el jefe legítimo de la organización islámica pública más antigua en el territorio de Rusia (el Centro Cultural Islámico de Rusia fue fundado en 1991). EL CCIR es el ala pública del CMR, y la decisión de incluir esta estructura en el Consejo de muftíes fue tomada colegialmente durante una de las reuniones de CMR, lo que quiere mostrar que la decisión obtuvo la aprobación de la mayoría de muftíes de CMR.
El CCIR está efectuando un trabajo muy grande de renacimiento del Islam, y desgraciadamente nuestro país por el momento carece de hombres públicos islámicos del nivel de Abdul-Vahed Niyázov. Nuestra umma necesita personalidades de envergadura. »
- Nafigulá Ashirov, presidente de DEM de la parte asiática de Rusia, copresidente de CMR:

« La unificación de los centros espirituales musulmanes es lo que espera ansiosamente la mayoría de los musulmanes. Esta unificación nos hace falta, es necesaria. Las actividades realizadas por Abdul-Vahed Niyázov son útiles y necesarias para umma. »
- Ahmad Abduláev, presidente de DEM de la República de Daguestán:

« En todo el tiempo que conozco al hermano Abdul-Vahed nunca he visto nada de su parte que no sea el deseo de ser útil para la comunidad musulmana del país. Se preocupa sinceramente por destinos de los musulmanes y del Islam en nuestro país, y hace todo lo posible para mejorar su estado. Está activamente ayudando a la DEM en el logro de comprensión y unidad. Hace un rato, por ejemplo, durante su última visita en Daguestán hablaba con nosotros con profundo interés y preocupación sobre el problema de cierro de las mezquitas sunitas en Azerbaiyán, lo que evidencia su preocupación sincera del estado de umma. »
- Ali Evteev, presidente de la DEM de Osetia del Norte – Alania:

« Abdul-Vahed Niyázov es el presidente de CCIR, el ala pública del CMR, tal que todas sus actividades están realizadas a conocimiento y bendición del jefe de CMR Ravil Gainutdín. Niyazov no expresa su propia posición, sino la del CMR, y sus actividades tienen que estar percibidas como los encargos de Ravil Gainutdín.
Respecto a su participación en el proceso de unificación, le agradecería a Abdul-Vahed Niyazov su actividad que demuestra para la unificación de los musulmanes rusos. Es el hermano muy laborioso y trabajador que se preocupa por la unificación con toda su alma. »
- Rashid Khalikov, presidente de la DEM de la República de Mordovia:

« Respecto a Abdul-Vahed Niyázov, nadie puede negar que él fue uno de los primeros en apoyar a Talgat Tadzhuddín en su iniciativa de unificación y está haciendo grandes esfuerzos para realizar ese objetivo. Pero Niyazov no lo está haciendo independientemente, sino como jefe del ala pública de CMR y sólo recibido el consentimiento de Ravil Gainutdín, que sin duda alguna es líder de los musulmanes de Rusia. »
- Mansur Dzhalaletdínov, imám-muhtasib de Kazán:

« Decir que el hermano Abdul-Vahed desempeña un papel positivo en los asuntos de la comunidad musulmana de Rusia es no decir. A Abdul-Vahed le conozco desde los años 90 y le tengo un gran respeto. La umma musulmana de Rusia carece de los hombres públicos modernos y eficaces, que puedan arreglar los contactos con los hombres de Estado, diputados y dirigentes espirituales.
En especial, me gustaría mencionar los últimos acontecimientos, cuando Abdul-Vahed uno de los primeros respondió al llamamiento del jefe de la DECM, Talgat Tadzhutdín, a la unificación de los muftiatos rusos, y por encargo del jefe de CMR Ravil Gainutdín estaba investigando las posibilidades de dicha unificación. Abdul-Vahed Niyazov se mantiene firme en la posición de necesidad del logro de la unidad de musulmanes de Rusia. »
- Anarbek Zhunusov, jefe-muhtasib de la DEM de parte asiática de Rusia (Omsk):

« A nuestro hermano y compatriota Abdul-Vahed Niyázov, le conocemos desde hace mucho tiempo. Hizo grandes cosas no solamente para los musulmanes de la región sino para el proceso de formación de una de las organizaciones musulmanas más grandes de Rusia, la DEM de la parte asiática de Rusia. »

## Enlaces
- Исламский культурный центр России
- Выступление после программы "Честный понедельник", посвященной Дню народного единства
- Президент Исламского культурного центра России Абдул-Вахед Ниязов на передаче Честный понедельник "Национальный вопрос"
- А. Ниязов:"Величие России величие её народов"//Интервью радио Эхо Москвы
- ИНТЕРВЬЮ: Президент Исламского культурного центра АБДУЛ-ВАХЕД НИЯЗОВ о необходимости объединении вокруг муфтия Равиля Гайнутдина

- Datos: Q308515
- Multimedia: Abdul-Vahed Niyazov / Q308515